# Mundo Estranho
Mundo Estranho, também conhecida como ME, foi uma revista de curiosidades científicas e culturais, publicada pela Editora Abril desde agosto de 2001. Antes com um viés científico inspirado pela Superinteressante, focou em última instância num público jovem, primariamente o público adolescente de 12 aos 16 anos.
Em 6 de agosto de 2018, foi anunciada a descontinuação da circulação da revista, junto com mais 9 títulos.
Em outubro de 2022, a Editora Abril em parceria com a Disney, lançou uma edição especial da revista para divulgação do filme de animação Mundo Estranho. Essa edição limitada trazia informações sobre personagens, produção, elenco, e enredo do longa e foi distribuída apenas em alguns cinemas de São Paulo e do Rio de Janeiro.

## História
A revista Superinteressante publica desde 1987 a coluna Superintrigante, que responde a perguntas enviadas pelos leitores. Em agosto de 2001, é lançado o especial Mundo Estranho, compilando as melhores perguntas respondidas (com respostas atualizadas e novos infográficos). A edição se esgotou rapidamente e teve uma reimpressão. Vendeu cerca de noventa mil cópias. Em dezembro daquele ano lançaram Mundo Estranho 2. Devido à boa recepção dessas primeiras edições, resolveram dar conteúdo e formato próprios para a Mundo Estranho. Em abril de 2002 foi lançada a 3ª edição. Embora a edição quatro só saísse dois meses depois, torna-se uma revista mensal, comandada por José Augusto Lemos, que já fora editor das revistas Bizz e Set.
Em janeiro de 2003 começam a ser oferecidas assinaturas de Mundo Estranho. O número total atingido cinco meses depois superava as expectativas em 35%. Em abril daquele ano, José Augusto Lemos saía de seu cargo. Entrava em seu lugar o redator-chefe, Fábio Volpe.
Em junho de 2005, a revista passou por uma reforma gráfica que dividiu os leitores, misturando as perguntas antes divididas em seções e extinguindo colunas.
A partir de 2005, a Mundo Estranho passou a lançar anualmente a coleção completa de todas as suas edições, desde 2001 até o atual ano, em formato digital, escaneadas em um único CD-ROM. Nele, o usuário encontra um software próprio para visualizar as reportagens, contém diversas ferramentas para facilitar o usuário durante a navegação pelas mais de 36   edições na íntegra.
Em abril de 2009, Fábio Volpe sai de seu cargo de redator-chefe para dirigir a redação da revista Guia do Estudante, também da Editora Abril. Em seu lugar entra a ex-editora da revista Aventuras na História, Patricia Hargreaves.
Em 2009 a revista teve o maior crescimento no número de exemplares vendidos em banca e no número de assinaturas de sua história.
Desde 2010, um grupo de leitores jovens intitulado "Turma do Fundão" participa da produção mensal da revista, opinando e sugerindo conteúdos e pautas por um ano.  Em 2011, a Mundo Estranho foi eleita Revista do Ano no Prêmio Abril de Jornalismo, e com um ano produtivo - incluindo a edição mais vendida da história da revista em abril, com 143 mil exemplares - lançaram uma 13ª edição sobre games.

## Seções (última edição)

### Abertura
Antigamente a seção que abrigava as primeiras páginas se chamava Almanacão. Depois da reforma em junho de 2005, se espalhou.
Seções:
- Flashback - Fala sobre assunto antigo, volta no tempo, e capta nostalgia.
- #EuQueFiz - Ensina receitas, mágicas, truques, dá dicas para montar objectos, estúdio, etc...
- Info Pop - Mostra por dentro de máquinas, criaturas, lugares, etc...
- Estranho Mundo - Fala sobre coisas estranhas no mundo inteiro.
- Hiper Fluxo - Faz testes, quiz, etc...

Extintas
Leitor repórter
A revista lança uma pergunta a cada mês e são publicadas duas respostas (a resposta mais correta e a mais criativa) da questão do mês anterior; as respostas escolhidas ganham uma assinatura de um ano. Exemplo (edição 38, abril de 2005):
:*Pergunta: Se a caixa-preta é indestrutível, por que o avião não é feito do mesmo material?
:*Resposta correta: É um material muito pesado. Tanto que se o avião fosse feito com ele, não levantaria do chão.
:*Resposta criativa: Porque o material da caixa-preta é um dos mais bem guardados segredos industriais.(...) A indústria aeronáutica canadense até que tentou desenvolver algo parecido. A invenção foi batizada como adamantium e aplicada no esqueleto de um agente secreto, conhecido como Wolverine. Mas a cobaia fugiu, e o experimento não deu muito certo.
- Aula Prática - instruções para, entre outras coisas, fazer um parto ou dar uma festa;
- Raio-X - análise de locais como Machu Picchu e objetos como o submarino nuclear;
- Dez Coisas Que Você Precisa Saber Sobre...;
- Em Família - galeria de personagens com algo em comum;
- A Incrível História de... - personagens ou acontecimentos que entraram para história;
- Jogo de Palavras - etimologia;
- Intercâmbio - a vida em outros países;
- Superprofissão - um guia para alcançar certos empregos;
- Dúvida Famosa - atores, atrizes, músicos e esportistas fazem suas perguntas.
- Play The Game (extinto e transformado na seção "Games & Tech", que posteriormente se dividiu em "Games" e "Tech") - videogames e jogos de computador;
- Mapa Estranho - todo mês a ME fazia um mapa de algum lugar como Springfield, Inferno e até mesmo Marte; ocasionalmente é um infográfico em forma de mapa.

### Perguntas
Boa parte delas elaborada pela própria redação; apenas algumas que são enviadas por leitores são escolhidas. Antigamente divididas em seções (Ambiente, Artes e Cultura, Ciência e Tecnologia, Curiosidades, História, Mundo Animal e Saúde), mas depois de junho de 2005, acabaram todas no mesmo bloco. Abre com uma charada fotográfica, com uma fotografia em close, ocasionalmente microscópico, de seres vivos e itens.

### Xis Tudo
Introduzida na reforma, é dividido em quatro partes com novidades.
- Cult: cinema, televisão, livros e quadrinhos.
- Tech: sobre apps e o que mais acontece de legal na internet.
- ME Games: sobre games
- MIX: produtos curiosos, Ao pé da letra, Rapidinhas, Dia D e fatos aleatórios.

## Interatividade e o site novo
Na metade do ano de 2006 entra no ar o mais novo site da ME. Um site super interativo, contando com seções desde a Revista Digital ao Podcast Mundo Estranho, na qual os próprios editores da revista, com muito humor, gravam em estúdio programas semanais (a cada Quinta-Feira um programa novo vai ao ar) falando sobre games e cinema.
As matérias da revista agora podem ser conferidas com os infográficos digitalizados e ainda com uma seção chamada Info Animado na qual tais infográficos de matérias daquela e de outras edições da revista são encontradas como animações explicadas por quem entende do assunto.
As seções do site são: TV Estranha, Info Animado, Podcast, Clube Estranho e Divirta-se.
A ME também possui um aplicativo móvel, eleita a terceira melhor revista digital do Brasil (atrás de Veja e Galileu) pela consultora  McPheters & Company.

## Coleção 100 Respostas
Assim como a SUPER, Mundo Estranho também teve um “filhote”. A Coleção 100 Respostas tem pequenos livros com 100 perguntas sobre um assunto. Edições publicadas:
1. Harry Potter - junho de 2004;
2. Super-heróis - julho de 2004 (republicada em junho de 2012);
3. Grécia Antiga - agosto de 2004;
4. Rock - outubro de 2004;
5. O Senhor dos Anéis - novembro de 2004;
6. O Código Da Vinci - dezembro de 2004;
7. Hanna-Barbera - fevereiro de 2005;
8. Alexandre, o Grande - abril de 2005;
9. Sexo - abril de 2005;
10. Star Wars - maio de 2005.
11. Batman - julho de 2005
12. Seriados de TV - setembro de 2005